# Dicycla griseago
Dicycla griseago är en fjärilsart som beskrevs av Schultz. 1907. Dicycla griseago ingår i släktet Dicycla och familjen nattflyn. Inga underarter finns listade i Catalogue of Life.